# Polydesma determinata
Polydesma determinata là một loài bướm đêm trong họ Erebidae.